# Roger Nordmann (homme politique)
Pour les articles homonymes, voir Roger Nordmann et Nordmann.
Roger Nordmann, né le 23 mars 1973 à Lausanne (originaire de Seuzach), est un consultant et une personnalité politique suisse, membre du Parti socialiste. 
Il est député du canton de Vaud au Conseil national de novembre 2004 à mars 2025.

## Biographie
Roger Nordmann naît le 23 mars 1973 à Lausanne, dans le canton de Vaud. Originaire de Seuzach, dans le canton de Zurich, il est le fils de l'avocat Philippe Nordmann, membre du parti socialiste depuis 1972, et d'Ursula Nordmann-Zimmermann, également membre du parti socialiste depuis 1975 et juge au Tribunal fédéral de 1997 à 2007.
Après son école primaire à Mézières et environs, il suit son école secondaire à Moudon. Il obtient en 1991 une maturité de type latin-grec-mathématiques. De 1991 à 1996, il étudie les sciences politiques et l'économie politique à l'Université de Berne, puis de 1993 à 1994, deux semestres Erasmus à l'Université de Bologne en Italie. En 1994, il devient aide-assistant du professeur Neusser, chaire d'économétrie à Berne.
En 1999, il intègre le bureau de conseil politique Approche économique et politique.
Roger Nordmann est marié depuis 2003 et père de deux enfants. Son épouse, Florence Germond, est conseillère municipale de la ville de Lausanne, chargée des finances, depuis 2011,,. Ils se séparent en 2024.
Il a le grade de soldat à l'armée.

## Parcours politique
En 1995, il est secrétaire du groupe parlementaire fédéral inter-partis Dialog. De 1995 à 1998, il est le collaborateur personnel du conseiller d'État Jean Jacques Schwaab, chef du département vaudois de l'instruction publique.
Il est conseiller communal à Lausanne de 1998 à 1999, puis membre l'assemblée constituante vaudoise jusqu'en 2002. Il siège brièvement en 2004 au Grand Conseil du canton de Vaud. Il est vice-président du parti socialiste vaudois de mars 2004 à mars 2008.
Il devient conseiller national en novembre 2004. Il intègre la Commission de l'environnement, de l'aménagement du territoire et de l'énergie (CEATE). Il siège également à la Commission des transports et des télécommunications (CTT) de fin 2011 à fin 2015 et brièvement à la Commission de la politique de sécurité (CPS) de fin 2017 au début 2018.
Vice-président du groupe parlementaire socialiste aux Chambres fédérales depuis février 2012, il en prend la présidence en novembre 2015, succédant à Andy Tschümperlin. Il annonce en juin 2023 démissionner de la présidence du groupe parlementaire pour se porter candidat, sans succès, à la présidence de la Commission d'enquête parlementaire sur le rachat de Crédit suisse par UBS. Il se porte candidat en octobre 2023 à la succession d'Alain Berset au Conseil fédéral.
Fin février 2025, il annonce son retrait du Conseil national pour le 20 mars.

### Autres mandats
Il est membre du comité central de l'Association transports et environnement depuis 2006 et vice-président depuis 2010.
Il est membre du comité de l'association économique Swisscleantech et président du comité directeur de l'association des professionnels de l'énergie solaire Swissolar.

### Profil politique
Il incarne l'aile europhile de son parti et a une réputation de stratège.
En 2006, il milite pour une loi instaurant le congé paternité de 3 à 5 semaines. En 2013, il propose d’augmenter l’impôt fédéral sur les bénéfices des entreprises de 8,5 à 16 %.
En septembre 2021, soutenu par 28 autres élus allant des Verts à l'UDC, il demande par voie de motion au Parlement une interdiction des cryptomonnaies,,,.

## Ouvrages
- Roger Nordmann (préf. Bertrand Piccard), Libérer la Suisse des énergies fossiles : Des projets concrets pour l'habitat, les transports et l'électricité, Lausanne, Éditions Favre, 2010, 192 p. (ISBN 978-2-8289-1188-1).
- Roger Nordmann, Le plan solaire et climat : comment passer de 2 à 20 GW photovoltaïque pour remplacer le nucléaire, électrifier la mobilité et assainir les bâtiments, Lausanne, Éditions Favre, 2019, 168 p. (ISBN 978-2-8289-1780-7).
- Roger Nordmann, Urgence énergie et climat : Investir pour une transition rapide et juste, Lausanne, Éditions Favre, 15 août 2023, 296 p. (ISBN 978-2-8289-2121-7)[23].